# 鎌田菜月
鎌田 菜月（かまた なつき、1996年〈平成8年〉8月29日 - ）は、日本のアイドルであり、女性アイドルグループSKE48チームKIIのメンバー、およびチームKII副リーダーである。
愛知県出身。ゼスト所属。

## 略歴
2012年
- 10月、SKE48第6期生オーディションに仮合格。
- 11月17日、SKE48に6期生として加入[2]。

2013年
- 1月1日、SKE48劇場で行われた元旦公演にて、第6期候補生として仮お披露目[3]。2月28日、SKE48劇場にて、第6期生メンバーとして正式お披露目[4]。
- 5月6日、SKE48研究生公演「会いたかった」にて公演デビュー。
- 10月27日、SKE48二次元同好会に入会。会長の中西優香より「少年漫画や青年漫画やバトルものが好きな子」と紹介される。

2014年
- レコメン!（2014年6月12日、文化放送）「女性アイドル顔だけ総選挙」で10位となり、初ランクイン[5]。
- ソーシャルゲーム「SKE 48 Passion For You ～愛と情熱は世界を救う～」の投票企画で「さぁ、鎌田を脱がせてみろ(　･`－･´)！！　下克上じゃい！」とSNSでコメントしたことが話題に。見事1位となり、11月29日発売のBUBKAにて初グラビアを披露。同年11月10日、ソーシャルゲーム「SKE 48 Passion For You ～愛と情熱は世界を救う～」CM選抜5位にランクイン。
- 「SKE48 ZERO POSITION 〜チームスパルタ!能力別アンダーバトル〜」（2014年12月20日、TBSチャンネル1）水泳対決でSKE48のゼロポジ（1位）に。

2015年
- 2月21日、「アップカミング公演」にて劇場公演の出演100回を迎える[6]。
- 3月25日、三代目SKE48二次元同好会会長の中西優香より、SKE48二次元同好会の副会長に任命される。なお先代の副会長の松井玲奈はこの時、四代目会長に就任[7]。
- 3月31日、研究生からチームEへの昇格が発表された[8]。
- 5月から6月にかけて実施された『AKB48 41stシングル選抜総選挙』では70位で、アップカミングガールズに選出された[9]。
- レコメン!（2015年6月11日、文化放送）「女性アイドル顔だけ総選挙」で10位となり、2年連続ランクイン[10]。

2016年
- 2月2日、ソーシャルゲーム「SKE 48 Passion For You ～愛と情熱は世界を救う～」CM選抜2位にランクイン。
- 2月24日、「手をつなぎながら」公演にて劇場公演の出演200回を迎える[11]。
- 5月から6月にかけて実施された『AKB48 45thシングル選抜総選挙』では74位で、アップカミングガールズに選出された[12]。
- レコメン!（2016年6月22日、文化放送）「女性アイドル顔だけ総選挙」で4位となり、3年連続ランクイン[13]。

2017年
- 3月14日、ソーシャルゲーム「SKE 48 Passion For You ～愛と情熱は世界を救う～」CM選抜3位にランクイン。
- 5月から6月にかけて実施された『AKB48 49thシングル選抜総選挙』では44位で、ネクストガールズに選出された[14]。
- レコメン!（2017年6月7日、文化放送）「女性アイドル顔だけ総選挙」で12位となり、4年連続ランクイン[15]。
- 9月19日、「SKEフェスティバル」公演にて劇場公演の出演300回を迎える[16]。
- 12月21日発売のB.L.T.年末特大号（東京ニュース通信社）「2017年B.L.T.グラビアアワード」で10位に選ばれる。

2018年
- 1月10日発売のSKE48の22作目のシングル「無意識の色」表題曲を歌唱するメンバーに初選抜された[17]。
- 3月9日より全国ロードショーされる「映画しまじろう『まほうのしまの だいぼうけん』」に、AKB48の樋渡結依、NGT48の村雲颯香とともにゲスト声優として参加。3人が演じるのは、魔法の島の可愛い小さな魔法使いたち。3人とも幼いころに＜こどもちゃれんじ＞を受講しており、＜こどもちゃれんじ＞の卒業生を代表としての抜擢という[18]。
- 3月11日に開催される名古屋ウィメンズマラソンのチャレンジランナーにSKE48の北川綾巴、高木由麻奈とともに選ばれ、初のフルマラソンに挑戦する[19]。5時間51分19秒で完走[20]。
- 3月13日、ソーシャルゲーム「SKE 48 Passion For You ～愛と情熱は世界を救う～」CM選抜4位にランクイン。またYahoo!検索におけるSKE48「上昇数トップ5」で4位にランクインした[21]。
- 5月から6月にかけて実施された『AKB48 53rdシングル 世界選抜総選挙』では59位で、フューチャーガールズに選出された[22]。
- 10月9日発売の「BOMB」（学研プラス）にて初のアイドル誌の表紙に掲載される。
- 10月21日に出演した「ルーベンス展－バロックの誕生」開催記念イベント 山田五郎×SKE48鎌田菜月スペシャルトークショー[23]をきっかけに、「日立 世界・ふしぎ発見!」に出演することが目標のひとつとなる[24]。

2019年
- 2月18日発売の「週刊SPA!」（扶桑社）にて初の一般誌の表紙に掲載される。
- 2月22日発売の「月刊モーニング・ツー」（講談社）に漫画家・花田陵との『デビルズライン完結記念対談』が掲載される。
- 3月15日、ソーシャルゲーム「SKE 48 Passion For You ～愛と情熱は世界を救う～」CM選抜5位にランクイン。
- 4月18日 - 21日、SKE48版「ハムレット」にガートルード役として出演[25]。
- 4月22日発売の「プロ棋士カラー名鑑2019」（扶桑社）にて初の表紙インタビュー「アイドル化する棋士、棋士になるアイドル!? 将棋ガールが提案する将棋普及への貢献とは?」が掲載される[26]。
- 11月9日、「SKEフェスティバル」公演（夜公演）にて劇場公演の出演400回を迎える[27][28]。

2020年
- 3月13日、ソーシャルゲーム「SKE 48 Passion For You ～愛と情熱は世界を救う～」CM選抜13位にランクイン。
- 4月1日、大垣共立銀行の広告宣伝ユニット「OKB5」としての活動をスタート[29]。
- 5月18日、鬼滅の刃最終回に寄せたコメントがABEMA TIMESに掲載される[30]。
- 6月30日、レッドクイーンのスマホアプリ「SKE48の大富豪はおわらない」第10回推しメンイベント（君の推しメンでCM制作！）にて1位を獲得。
- 8月20日に出演した本多劇場グループ next「DISTANCE-TOUR-」（豊橋公演）の朗読劇「死にたがりのユウヒと殺したがりのアサヒ」をきっかけに、いつか本多劇場に立つことが目標のひとつとなる。
- 10月3日スタートのテレビ愛知の新番組「お宝ちゃん」レギュラー出演が決定[31]。

2021年
- 3月14日、東海テレビ「KEIBA BEAT」出演時の金鯱賞（GII）予想で1着ギベオン、2着デアリングタクト、3着ポタジェの3連単783,010円を当てる。
- 3月15日、囲碁・将棋チャンネルの企画で史上最年少で銀河戦優勝を果たした藤井聡太二冠（王位・棋聖、当時）と対談する[32]。
- 3月26日、「SKEフェスティバル」公演（平田詩奈卒業公演）にて、SKE48劇場公演における初のセンターポジションをつとめる。
- 11月26日、SKE48メンバーが抽選を経て6チームに分かれて劇場公演を行う「SKE48 ユニット曲特別公演 対抗戦」の初日公演にて、チーム「すてきなわたしたち」のリーダーをつとめる[33]。

2022年
- 3月7日、新番組「サクラバシ919」（2022年4月4日 - ラジオ大阪、ミクチャ）月曜のパーソナリティーを担当することが発表される[34]。
- 6月5日、19日放送のグリーンチャンネル「競馬場の達人(PAT勝負編)」にSKE48の熊崎晴香とともに出演。6月19日放送のGIレース「皐月賞」の予想では、1着ジオグリフ (競走馬)、2着イクイノックス、3着ドウデュースの3連単を的中した。オッズは328.4倍[35]。放送を見た将棋棋士で競馬好きとしても知られる渡辺明九段は自身のTwitterで「かなり詳しいしノート📓びっしりで研究熱心ですね🏇」とコメント[36]。さらにこの放送で鎌田は競馬での印象深いエピソードとしてキタサンブラックの引退レースの有馬記念をあげ、その感動を語った縁で、北島三郎からキタサンブラックの記念グッズが届き、それを家宝としている[37]。
- 7月1日、栗山航、敦士とともに出演するコムチュアのテレビCMが、テレビ東京系列の番組内でOA開始される[38]。

2023年
- 3月18日、五代目SKE48二次元同好会会長の都築里佳より、SKE48二次元同好会の六代目会長に任命される[39]。
- 6月25日、「SKEフェスティバル」公演千秋楽にて劇場公演の出演500回を迎える[40]。

2024年
- 4月2日、SKE48の青木莉樺、太田彩夏、佐藤佳穂とともに、メ～テレ「Digった！」にレギュラー出演することが発表される[41]。
- 5月28日、「ガラスガール💎アイドルWEBマガジン」による「AKB48グループメンバー最強のラジオパーソナリティランキング」2024年版で1位となり、2023年に続いての2連覇を達成する。

2025年
- 1月1日、SKE48劇場にて新チーム体制にともなうメンバー編成の発表が行われ、チームKIIへの配属が発表された[42]。
- 2月24日、同年3月24日を以て、約3年間務めた「サクラバシ919」の月曜パーソナリティーを卒業することが発表された[43]。
- 4月11日、SKE48劇場のチームKII「シアターの女神」公演にて、チームKIIの副リーダーを任命された[44]。
- 4月18日、1st写真集「やさしい日差し」発売。写真集タイトルと帯コメント「日常は、穏やかに過ぎて行く。時には、強く、時には、翳(かげ)り、人の感情のように変化する。鎌田菜月は、すべての日々を微笑みながら受け止め、大人になろうとしている」は秋元康による。[45]。
- 5月16日、1st写真集「やさしい日差し」の重版が決定[46]。
- 6月30日、1st写真集「やさしい日差し」2度目の重版が決定[47]。

## 人物
愛称は、なっきぃ。キャッチフレーズは、「あっち？こっち？どっち？なっきぃ！方向音痴でも思いはまっすぐ　なっきぃこと、鎌田菜月です」を使用している。好きな言葉は西尾維新の『化物語』に出てくる言葉で「思いは重い」。
幼稚園から小学5年生まで水泳を6年間習い、『SKE48 ZERO POSITION 〜チームスパルタ!能力別アンダーバトル〜』（TBSチャンネル）の水泳大会では1位に。バレエは小学校2年生から中学2年の終わりまで7年間の経験がある。
中学の3年間は弓道部。高校時代には警察官を志望していたため剣道部に入部。高校1年生の10月にSKE48に合格した後も、高校2年生で初段に合格するまで剣道部の活動も続けていた。高校では毎年冬に3年間、ラグビーの授業を受けていた。今は山登りに興味があり、2017年に参加した名古屋ウィメンズマラソン後もランニングを続けている。
「お家に4,000冊くらい本がある」という読書家。「漫画も本も大好きな雑食系」という。SKE48のメンバーによる“二次元同好会”の副会長で、大の漫画好き。漫画が好きになったきっかけは小学生の頃に出会った星野桂の漫画『D.Gray-man』。2013年5月11日の『日刊スポーツ』では、『全県模試で、国語の偏差値が80に達したこともある』と掲載された。
2015年ごろから将棋に興味を持ちはじめる。2016年から始めたTwitterでは棋士との交流もしている。スマホアプリ『将棋ウォーズ』で対局を楽しんでいる。将棋好きのアイドルとして「この先生のここがすごいとか、注目を浴びている藤井五段とか羽生先生以外にも、たくさんの棋士の方がいるってことを発信していきたい」という。Twitterで交流のある棋士の加藤一二三九段とは、2016年11月20日に開催されたSKE48のコンサートで「どうぶつしょうぎ対決」「恋するフォーチュンクッキー・ダンス対決」「わさび入り寿司対決」の三番勝負を行った。結果は加藤九段の勝利。
2016年11月8日の『解決!ナイナイアンサー』（日本テレビ）の放送で2週間のダイエット企画に挑戦。「レシチンショウガ」と「乳酸キャベツ」を普段の食事に取り入れ実践し、セルライトを潰すマッサージと骨盤エクササイズを一緒に取り入れた結果、2週間で体重約4キログラム、ウエスト8センチメートルのダイエットに成功した。
歴史好き。推しメンは新選組最後の隊長とも局長ともいわれる相馬主計。中学、高校時代に新選組の魅力にはまると司馬遼太郎の「燃えよ剣」はもちろん、浅田次郎の「壬生義士伝」「一刀斎夢録」、北方謙三の「黒龍の柩」など新選組が登場する小説や新選組隊士の永倉新八、島田魁が残した回顧録や日記などを片っ端から読みあさり、京都の壬生寺や油小路、西本願寺、北海道・函館の五稜郭など新選組ゆかりの地を巡る“聖地巡礼”も行ってきた。
SKE48の26枚目のシングル「ソーユートコあるよね?」の振り付けはDA PUMPのTOMO、U-YEAH、KENZO、DAICHIが担当したが、MV撮影の際にTOMOと出身の小学校・中学校・高校がすべて同じことがわかった。
AKB48グループのファンである春風亭小朝にブログで「鎌田菜月さんていう人は番組のサブに起用したらめちゃくちゃ光るタイプですね。いつか大きなチャンスをつかむかも」と印象を評された。
劇団四季が好きで『ゴースト&レディ』を見に名古屋の劇場へ通っている際、同作の音楽を担当する作曲家の富貴晴美に遭遇し、お互いに写真を撮ってもらうイベントが発生した。

## SKE48での参加楽曲

### シングルCD選抜楽曲
SKE48名義
- 「美しい稲妻」に収録
  - 夕立の前 - 「研究生」名義
- 「前のめり」に収録
  - 長い夢のラビリンス - 「Team E」名義
- 「チキンLINE」に収録
  - Is that your secret? - 「Team E」名義
  - 望遠鏡のない天文台 - 「Passion For You 選抜」名義
- 「金の愛、銀の愛」に収録
  - ハッピーランキング - 「ランクインガールズ2016」名義
  - 窓際LOVER - 「ネクストポジション」名義
- 「意外にマンゴー」に収録
  - 奇跡の流星群 - 「Passion For You選抜」名義
  - オレトク - 「Team E」名義
- 無意識の色
- いきなりパンチライン
  - 君はラムネ - 「Team E」名義
  - 花の香りのシンフォニー - 「Passion For You選抜」名義
- Stand by you
  - 入り口 - 「Team E」名義
  - 神様は見捨てない
- FRUSTRATION
  - ゲームしませんか? - 「Passion For You選抜」名義
- ソーユートコあるよね?
- 恋落ちフラグ
  - あの頃のロッカー - 「Passion For You選抜」名義
- あの頃の君を見つけた
- 心にFlower
- 絶対インスピレーション
- 好きになっちゃった
  - 語り合うことから始めよう - 「Team E」名義
- 愛のホログラム
  - 岸辺の少女よ - 「Team E」名義
- 告白心拍数
  - 岸辺の誰か - 「Team E」名義
- 「Tick tack zack」に収録
  - 遠くの恋人よりも - 「Team KⅡ」名義

AKB48名義
- 「ハロウィン・ナイト」に収録
  - 君だけが秋めいていた - 「アップカミングガールズ」名義
- 「LOVE TRIP/しあわせを分けなさい」に収録
  - 2016年のInvitation - 「アップカミングガールズ」名義
- 「願いごとの持ち腐れ」に収録
  - あの頃の五百円玉
- 「＃好きなんだ」に収録
  - 戸惑ってためらって - 「ネクストガールズ」名義
- 「ジャーバージャ」に収録
  - 愛の喪明け - 「SKE48」名義
- 「センチメンタルトレイン」に収録
  - ある日 ふいに… - 「フューチャーガールズ」名義

### アルバム選抜曲
SKE48名義
- 『革命の丘』に収録
  - 愛のために何を捨てる？

Various Artists
- 『Thank You Disney』に収録
  - みんなスター - 「SKE48」名義

### 劇場公演ユニット曲
SKE48 研究生公演「会いたかった」
- 渚のCHERRY

チームS 4th Stage「RESET」
- 檸檬の年頃（前座ガールズ）

研究生公演「制服の芽」
- 万華鏡

 「SKE48 アップカミング公演〜夏〜」
- 渚のCHERRY
- 涙の湘南

 「SKE48 アップカミング公演〜秋〜」
- 涙の湘南

 「SKE48 アップカミング公演〜冬〜」
- 嘆きのフィギュア
- 黒い天使

 チームE 4th Stage「手をつなぎながら」
- この胸のバーコード
- チョコの行方
- ウィンブルドンへ連れて行って

チームS 5th Stage「制服の芽」
- 女の子の第六感

チームE 5th Stage「SKEフェスティバル」
- ハングリーライオン
- 涙に沈む太陽
- 1994年の雷鳴

SKE48「手をつなぎながら」公演
- この胸のバーコード

SKE48 ユニット曲特別公演 対抗戦「すてきなわたしたち」
- 愛のルール
- てもでもの涙
- MARIA

チームE 6th Stage「声出していこーぜ!!!」
- ねえ 横浜のあの子を好きになっちゃったの?

チームKII 9th Stage「シアターの女神」
- キャンディー

## 出演

### テレビ
- SKE48のおやすみ名言道場（2013年6月18日・7月18日、中京テレビ）
- SKE48のあいちテル!（2013年8月24日 - 不定期出演、東海テレビ）
- SKE48の世界征服女子（2014年1月28日、中京テレビ）
- SKE48 エビカルチョ!（2015年1月3日、日本テレビ）
- SKE48 ZERO POSITION 〜チームスパルタ!能力別アンダーバトル〜（2014年12月6日・12月20日 - 、TBSチャンネル1）
- 朝日新聞社杯 第2期将棋ウォーズ棋神戦（2016年8月15日、CSテレ朝チャンネル2）[65]
- 解決!ナイナイアンサー（2016年11月8日、日本テレビ）
- 三遠南信紀行「三遠南信で発見！手つかずの絶景と直虎ゆかりの地」（2017年1月9日、メ〜テレ、静岡朝日テレビ、長野朝日放送）[66]
- うまDOKI（2017年7月15日、2018年6月30日、2022年5月14日、京都放送）
- 第3期将棋ウォーズ棋神戦（2017年3月19日、CSテレ朝チャンネル2）[67]
- ショクバの王子様（2017年3月28日、東海テレビ）[68]
- オー!!マイ神様!!（2017年7月31日、TBSテレビ）[69]
- 第4期将棋ウォーズ棋神戦 inテレ朝夏祭り（2017年8月10日、CSテレ朝チャンネル1）[70]
- ナビゲーション（2017年8月25日、NHK総合テレビジョン）
- お願い!ランキング（2017年12月7日、テレビ朝日）[60]
- スイッチ!（2018年1月15日・2月5日・3月5日・12日・2020年4月20日、東海テレビ）
- 金とく「名古屋城 ～“究極”の技と美の旅～」（2018年5月25日、NHK総合テレビジョン）[71]
- 第6期将棋ウォーズ棋神戦 in テレ朝夏祭り（2018年8月10日、テレ朝チャンネル）[72]
- 名古屋発！イマドキ将棋事情（2018年9月24日、メ〜テレ）
- SKE48は君と歌いたい（2019年2月4日、2月11日、2月18日、2月25日、2020年9月8日、9月15日、12月1日、12月8日、2021年4月6日、東海テレビ）
- レオス・キャピタルワークス杯 第7期将棋ウォーズ棋神戦（2019年3月17日、CSテレ朝チャンネル1）[73]
- SKE48のバズらせます!!（2019年6月12日・7月10日・10月9日・2020年１月15日・6月24日・8月19日、東海テレビ）
- 競馬BEAT（2019年7月21日・12月15日、2020年3月8日・9月13日・12月20日、2021年1月17日・2月7日・3月14日・5月23日・6月6日・12月5日、2022年1月9日・5月22日・12月11日、2023年2月5日・3月26日、7月16日、2024年3月10日、9月8日、2025年3月30日、7月27日、東海テレビ）
- 真夏のナゴヤ サブカル祭り！（2020年8月22日、テレビ愛知）[74]
- お宝ちゃん（2020年10月3日 - 2022年3月12日、テレビ愛知）
- 競馬場の達人(PAT勝負編)（2022年6月5日、19日、グリーンチャンネル）[35]
- 第28期銀河 藤井聡太の素顔（2021年6月26日、囲碁・将棋チャンネル）[75]
- SKE48とちょっとそこまで（2021年7月20日、7月27日、2022年6月21日、6月28日、東海テレビ）
- SKE48の未完全TV（2022年1月17日 - 不定期出演、テレビ愛知）
- 新春複コロ！福キタレ！2023（2022年12月31日他、グリーンチャンネル）
- さらさらサラダ（2023年1月19日、4月11日、5月18日、6月6日、7月25日、9月13日、2024年2月16日、NHK総合テレビジョン※東海・北陸）
- まるっと!（2023年4月3日・10日、5月8日、6月5日、7月24日、9月21日、10月2日、12月11日、2024年2月5日、4月8日、6月3日、7月1日、8月19日、9月30日、10月28日、12月2日、2025年1月6日、2月10日、3月17日、4月7日、5月12日、6月9日、7月7日、8月4日、NHK総合テレビジョン※東海）
- まるっと!ぎふ（2023年10月13日、12月21日、NHK総合テレビジョン※岐阜）
- ぐるっと!（2024年5月1日、7月1日、8月29日、10月1日、11月1日、2025年5月13日、7月11日、NHK総合テレビジョン※東海）[76]
- 草野仁のGate J.プラス（2024年9月12日※初回、グリーンチャンネル）[77]
- SKE48のはじたび〜旅の恥はかき捨て!!〜（2024年11月27日、東海テレビ）[78]
- 東海 ドまんなか!（2025年5月30日、NHK総合テレビジョン※東海）

### ラジオ
- SKE48 観覧車へようこそ!!（2013年9月2日 - 不定期出演、CBCラジオ）
- SKE48♥1+1は2じゃないよ!（2014年1月27日 - 不定期出演、東海ラジオ）
- SKE48♥1+1+1は3じゃないよ!（2015年2月15日 - 不定期出演、東海ラジオ）
- もちろんSKE!!（2015年5月12日・19日・7月21日・28日・9月29日、bayfm）
- アイアプレゼンツ SKE48&HKT48のアイアイトーク（2014年7月28日 - 不定期出演、ニッポン放送）
- 100%SKE48!（2015年12月15日 - 不定期出演、Radio NEO）
- SKE48の岐阜県だって地元ですっ!（2015年10月26日 - 不定期出演（2016年1月11日放送から2020年3月30日までサブパーソナリティ）、ぎふチャン）
- はーさん! ねねの! すんどめ!（2018年2月28日・6月6日・12月5日・2019年1月16日、東海ラジオ放送）[79]
- オレたちゴチャ・まぜっ!〜集まれヤンヤン〜（2018年4月22日 - 2019年4月14日、MBSラジオ） - ヤンヤンガールズ10期生[80]
- やまだひさしのラジアンリミテッドF（2019年8月2日・2020年1月17日、2021年2月12日、2024年2月24日、TOKYO FM ほか、JAPAN FM NETWORK（JFN）系列全国37局ネット）
- BRASS presents ブラス・ミュージック（2019年8月24日・31日、2022年1月22日・29日、@FM）
- オールナイトニッポン0(ZERO)〜エンタメナイト〜（2021年5月1日、6月5日、7月3日、8月7日、10月2日、ニッポン放送）[81]
- サクラバシ919（2022年4月4日 -  2025年3月24日、ラジオ大阪）- 月曜パーソナリティ[82][83]
- ハッピー・プラス（2023年8月17日、2024年2月20日、ラジオ大阪）
- J-HITS RADI×MATION（2024年2月23日、ラジオ大阪）
- Z IBOOK（2024年9月9日、NACK5）
- 浦和競馬さきたま杯SPECIAL（2025年6月25日、NACK5）

### 劇場アニメ
- 映画しまじろう まほうのしまのだいぼうけん（2018年3月9日、東宝） - 可愛い小さな魔法使い 役[84]

### 舞台
- ミュージカル「AKB49〜恋愛禁止条例〜」SKE48単独公演（2016年4月21日 - 26日、中日劇場） - 少女、アンサンブル
- SKE48版「ハムレット」（2019年4月18日 - 21日、品川プリンスホテル クラブeX） - ガートルード 役[25]
- 本多劇場グループ next『DISTANCE-TOUR-』「死にたがりのユウヒと殺したがりのアサヒ」（2020年8月20日、穂の国とよはし芸術劇場PLAT アートスペース） - アサヒ 役[85]
- 舞台「LIAR GAME murder mystery」（2023年3月11日、飛行船シアター） - ＜廃遊園地の人形館殺人事件＞（昼公演）人形師 役、＜ある孤島の洋館殺人事件＞（夜公演）長女 役[86]

### CM
- AiiA「SKE48 Passion For You」（2014年12月10日 - ）
- AiiA「SKE48 Passion For You」（2016年3月30日 - ）
- AiiA「SKE48 Passion For You」（2017年4月25日 - ）
- AiiA「SKE48 Passion For You」（2018年6月7日 - ）
- AiiA「SKE48 Passion For You」（2019年6月14日 - ）
- AiiA「SKE48 Passion For You」（2020年11月13日 - ）
- ディ・エー・アイ『豚旨（とんこく）うま屋ラーメン』 （2018年5月6日 - ）
- ラグーナテンボス「ラグーナテンボス 夏のTVCM ナイトプール篇」（2018年6月21日 - ）
- レッドクイーン「SKE48の大富豪はおわらない!」（2020年8月9日 - 8月30日）
- 大垣共立銀行「みんなで踊ろうOKBソング」篇（2020年11月2日 - ）[87]
- 大垣共立銀行「フラッグシップ」篇（2020年12月1日 - ）[88]
- コムチュア（2022年7月1日 - ）

### ネット配信
- LINE LIVE 朗読ソフレ （2016年6月28日、2017年1月31日）
- LINE LIVE FLASHスペシャルあおきー×キクチ×なっきぃ対談！（2018年3月3日）
- LINE LIVE MBSラジオLIVE もうすぐヤンヤン！控え室からラインライブやってまーす！ #16 - #27（2018年、LINE LIVE）
- MBSラジオLIVE オレたちゴチャまぜっ！～集まれヤンヤン～（LINE LIVE）
  - 口喧嘩対決（2018年12月16日）
  - 夏コスプレSP（2018年8月19日）
  - トップを目指せ（2018年6月17日）
- FRESH LIVE SKE48のおしゃべりマンガサロン（2018年6月29日、9月29日、2019年5月10日、8月27日、2020年1月29日、6月19日、7月18日）
- AbemaTV 10億円会議 supported by 日本財団 #20：SKE48提案SP～プラン会議～（2019年6月25日）
- Kawaiian for ひかりTV 恐怖！怪談肝試しクッキング4K その4（2018年6月25日） その5（2018年9月25日） その8（2019年7月18日） その10（2019年11月23日）
- Locipo「世界コスプレサミット2020 ONLINE　ボイメン本田＆SKE48鎌田のLocipoだけの裏トーク」（2020年8月2日）
- 将棋プレミアム「第28期銀河 藤井聡太の素顔＜第1部：銀河×アイドル＞（2021年4月24日〜2022年3月31日）[89]
- ボートレース蒲郡「激推し！レーサー祭りできゅん～これを見たらあなたもボート通～」（2021年6月26日、6月27日）[90]
- なっきぃと山下先生のなごや驚き歴史10話（2021年7月20日、7月27日、8月3日、8月10日、8月17日、8月24日、8月31日、9月7日、9月14日、9月21日）[91]
- サクラバシ919（2022年4月4日 - 、ミクチャ）[92]
- 名古屋競馬場 オープニングイベント「HELLO！YATOMI！金シャチけいばNAGOYA」（2022年4月11日・13日、YouTube LIVE）[93]
- ボートレーススペシャルLIVE（2024年2月23日、ボートレース公式 BOATRACE official）
- SKE48・二次元同好会 好きが高じて少し暴走してしまうこともあるかもしれません！（2024年7月10日、7月24日、HiBiKi Radio Station）

## 書籍
- 鎌田菜月1st写真集 やさしい日差し（2025年4月18日、KADOKAWA）ISBN 978-4047382145